# Oswald von Nell-Breuning-Institut für Wirtschafts- und Gesellschaftsethik
Das Oswald von Nell-Breuning-Institut für Wirtschafts- und Gesellschaftsethik wurde 1990 von der Philosophisch-Theologischen Hochschule Sankt Georgen gegründet. Es dient der Forschung und Politikberatung aus der Perspektive der Christlichen Sozialethik, insbesondere der Wirtschaftsethik. Damit steht es in der Tradition der Katholischen Soziallehre, als deren Nestor Pater Oswald von Nell-Breuning (1890–1991) in seinen letzten Lebensjahrzehnten galt.
Das Institut wurde von seiner Gründung bis 2006 von dem katholischen Theologen, Ökonom und Jesuiten Friedhelm Hengsbach geleitet. Der Leiter des Instituts ist seitdem Bernhard Emunds.
Ein besonderer Schwerpunkt in der gesellschaftsethischen Arbeit des Instituts ist die Wirtschaftsethik, also die normative Reflexion jener Institutionen, aus denen in einer Gesellschaft der Teilbereich „Wirtschaft“ oder auf internationaler Ebene der Kooperationszusammenhang „Weltwirtschaft“ besteht. Für die politische Wirtschaftsethik, wie sie am Nell-Breunig-Institut entwickelt wird, ist es kennzeichnend, dass Wirtschaft zuerst als Teilbereich einer demokratischen Gesellschaft begriffen wird. In einer demokratischen Gesellschaft bestimmen die Bürger selbst, wie sie die Institutionen, in denen sie interagieren, gestalten wollen. Das gilt eben auch für die wirtschaftlichen Institutionen, die an den Aufgaben zu messen sind, deren Erfüllungen Gesellschaftsglieder von ihnen erwarten. Neben Zielen, die in einer Moral mit universalem Geltungsanspruch formuliert werden können, sind auch die Vorstellungen der Bürger von „gutem Wirtschaften“ zu berücksichtigen.
Die Forschungsschwerpunkte am Institut sind die Zukunft der Erwerbsarbeit und des Sozialstaats sowie die Entwicklungen auf den internationalen Finanzmärkten und in der Weltwirtschaft insgesamt.